# پلیمرهای هوشمند
پلیمر‌های هوشمند، پلیمرهایی با بازده بالا هستند که با توجه به شرایط تغییر می‌کنند . چنین موادی می‌توانند به تعدادی از عوامل مانند دما، رطوبت و pH و طول موج یا شدت نور یا میدان مغناطیسی و الکتریکی که در آن قرار دارند حساس باشند. همچنین این پلیمرها، می‌توانند به روش‌های مختلف واکنش نشان دهند مانند تغییر در رنگ یا شفافیت. تبدیل شدن به رسانا، یا تغییر شکل(مانند پلیمرهای حافظه دار) .اغلب اوقات تغییرات اندک در محیط کافی هستند تا تغییرات بزرگی در ویژگی‌های پلیمرها به وجود آورند.
پلیمرهای هوشمند، چه در کاربردهای خاص و چه در قالب محصولات معمولی، به صورت یکسان دیده می‌شوند. آن‌ها برای تولید هیدروژل ها و بسته‌بندی‌های زیست فروسایی و نیز در ابعاد گسترده در تولید تجهیزات مهندسی زیست‌محیطی مورد استفاده قرار می‌گیرند. برای مثال ، پلیمری هست در مقابل تغییرPH محیط تغییر در صورت بندی خود ایجاد می‌کند . این نوع پلیمر در ساخت دارو مورد استفاده قرار گیرد.به مورد دیگری هم می‌توان اشاره کرد. پلیمرهایی که به رطوبت حساس می‌باشند و می‌توان در پانسمان زخم خود سازگار استفاده شود. این نوع پانسمان به‌طور خودکار توازن رطوبت را دور زخم ایجاد می‌کند. 
واکنش غیر خطی پلیمرهای هوشمند باعث می‌شود تا آن‌ها مؤثر و بی‌همتا باشند. با مقدار کمی محرک می‌تواند تغییر مهمی در ساختار و ویژگی‌های شکل گیرد. وقتی این تغییر رخ می‌دهد. تغییر دیگری وجود ندارد، پاسخ یا همانی است که پیش‌بینی شده و یا هیچ پاسخی دریافت نمی‌شود . پاسخی که در سرتاسر پلیمر رخ می‌دهد. با اندکی تغییر در PH محیط پلیمر هوشمند می‌توان صورت بندی ، چسبندگی مواد تغییر داد .
به‌طور کلب عامل دیگر در اثربخشی پلیمرهای هوشمند در ماهیت ذاتی این دسته از پلیمرها می‌باشد هنگامی پاسخ پلیمر به محیط مشاهده می‌شود که واحدهای مونومر‌ها هم تغییر کنند.البته ممکن است این واحدهای موتومر هم ضعیف و تنها باشند. گرچه ، این واکنش‌های ضعیف ، می‌توانند صدها و هزارها بار با هم ترکیب شوند و نیرویی قابل توجه را برای رانش در فرایندهای بیولوژیک به وجود آورند.

## محرک‌ها
بسیاری از پلیمرها به دما واکنش نشان می دهند. وقتی این پلیمرها در دمای پایین‌تر از انحلال بحرانی(LCST) قرار دارند دچار دگردیسی می‌شوند.یکی از انواع پلیمرها که بیشتر مورد توجه قرار گرفته و روی ان مطالعه شده‌است ، poly(N-isopropylacryamide)می باشد که بررسی‌ها روی آن در دمای حدود 33 درجه می‌باشد. بسیاری از homologous N-alkyl acrylamides در دمای‌گذار که بر مبنای طول زنجیر هیدروفوبیک می‌باشد رفتار LCST از خود نشان می دهند،.بالاتر از این دمای دگردیسی، این پلیمر ها، غیرقابل حل می‌شوند. دانشمندان بر این باورند که این رفتارها بر مبنای آنتروپی می‌باشند.

## طبقه‌بندی و شیمی
در حال حاضر ، بیشترین استفاده برای پلیمرهای هوشمند در زمینه زیست دارویی می‌باشد و بیشتر در ساخت دارو استفاده می‌شوند. از آن جا که داروها طبق زمان بندی خاصی عمل می‌شوند. مسائلی هم در این زمینه به وجود می آیند . برای مثال دانشمندان با این مشکل روبرو می‌باشند که راه‌هایی را برای تحویل داروها به بخش‌هایی از بدن بیابند بدون آنکه این داروها در محیط به شدت اسیدی شکم دچار افت درجه شوند. اجتناب از اثرات منفی روی استخوان و بافت سالم نیز مقوله مهمی برای بررسی است. پژوهشگران دو راه برای استفاده از پلیمرهای هوشمند پیشنهاد می‌کنند تا کنترل دارو قبل از رسیدن به نقطه هدف امکان‌پذیر می‌باشد. این آزادی عمل می‌تواند توسط محرکی شیمیایی یا فیزیولوژیک برای ما فراهم شود.

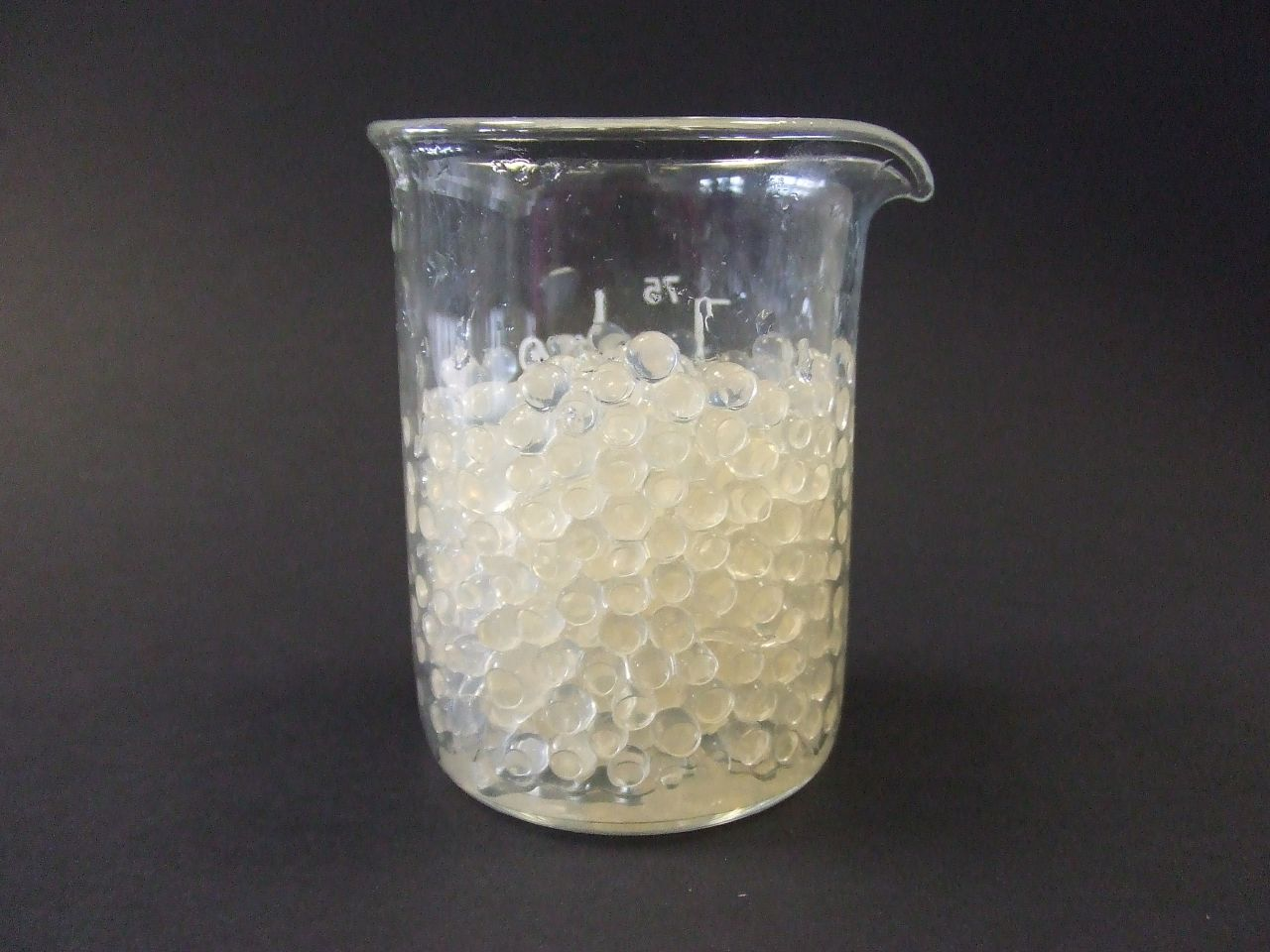
Enzymes immobilised in alginate gel

پلیمرهای خطی و ماتریسی در انواع زیادی وجود دارند که شامل گروه کارکردی و زنجیرهای جنبی می‌باشند. این گروه‌ها می‌توانند به Ph و دما، قدرت یونی، میدان‌های الکتریسته و مغناطیسی و نور واکنش دهند. بعضی پلیمرها به هم مرتبط می‌باشند و این از طریق پیوندهای ناکوالانسی صورت می پذیرد که می‌توانند شکسته شوند و بر مبنای شرایط خارجی تغییر شکل یابند. نانوتکنولوژی ریشه در توسعه پلیمرهای نانو ذره‌ای دارد. مانند درخت پار‌ها و فولرن ها. که در فرایند تولید دارو به کار می آیند. در روش سنتی، کپسول‌سازی دارویی با استفاده از پلیمرهای اسید لاتیک صورت می پذیرفت. پیشرفت‌های اخیر منجر به تولید ماتریس‌های شبکه مانند شده‌است که داروی مورد نظر را در داخل پلیمرهای رشته‌ای قرار می دهند .
استفاده از پلیمرهای طبیعی راهی است تا پلیمرهای سنتز شده ، همچون پلی استرها ، پلی هیدرید ها، اسیدهای پلی اکریل و پلی متیل متا اریل‌ها و پلی اورتان ها، ساخته شوند . دانشمندان نرخ به دست آمدن دارو را با تغییر دادن هر یک از این ویژگی‌ها و نیز تنظیم نرخ پایین آمدن درجه انجام می دهند و در کل این روند را کنترل می‌کنند.
دو معیار برای اثربخشی این تکنولوژی وجود دارد: برای این که این تکنولوژی به‌طور اثربخش کار کند، باید ثبات آنزیمی و سینتیک سریع(واکنش سریع به محرک و دوباره احیا شدن پس از میان رفتن محرک) وجود داشته باشد. به عنوان مثال، استراتژی‌های زیادی در تحقیقات دیابت نوع 1 به کار گرفته شده اند، که شامل استفاده از نوع‌های مشابه پلیمرهای هوشمند می‌باشند که می‌توانند تغییرات در سطح گلوکز خون را نشان دهند و یا باعث تولید یا به وجود آمدن انسولین شوند. به همین وضع، کاربردهای ممکن بسیاری در هیدروژل‌های مشابه در دارو دیده می‌شود که در شرایط دیگر و بیماری‌های دیگر به کار می آیند.
پلیمرهای بلوکه و پیوندی دو نوع پلیمر متفاوت می‌باشند که به یک دیگر پیوند داده شده‌اند. تعدادی از اختراعات و اکتشافات هستند که مربوط به ترکیبات پلیمرهایی با گروه‌های واکنشی و فعال متفاوت هست . این محصولات نمایانگر ویژگی‌های هر دو جزء پلیمر هستند و باعث می‌شوند یک بعد دیگر به ساختار پلیمر هوشمند اضافه گردد . همین امر می‌تواند باعث افزایش کاربرد آن‌ها در دیگر امور شود .
هیدروژل ها، شبکه‌های پلیمر می‌باشد که نمی‌توانند در آب حل شوند بلکه در محیط‌های آبی از هم جدا می‌شوند یا تورم پیدا می‌کنند. آن‌ها در بیوتکنولوژی استفاده می‌شوند به خصوص در جداسازی فازها چرا که آن‌ها قابل استفاده مجدد هستند و می‌توان آن‌ها را بازیافت نمود. راه جدید برا کنترل جریان، یا جمع کردن اجزای مورد نظر، در هیدروژل‌ها در حال بررسی است. هیدروژل‌های به شدت تخصصی شده ، برای انتقال و رهاسازی داروها در بافت‌های خاص استفاده می‌شوند.

## دیگر کاربردها

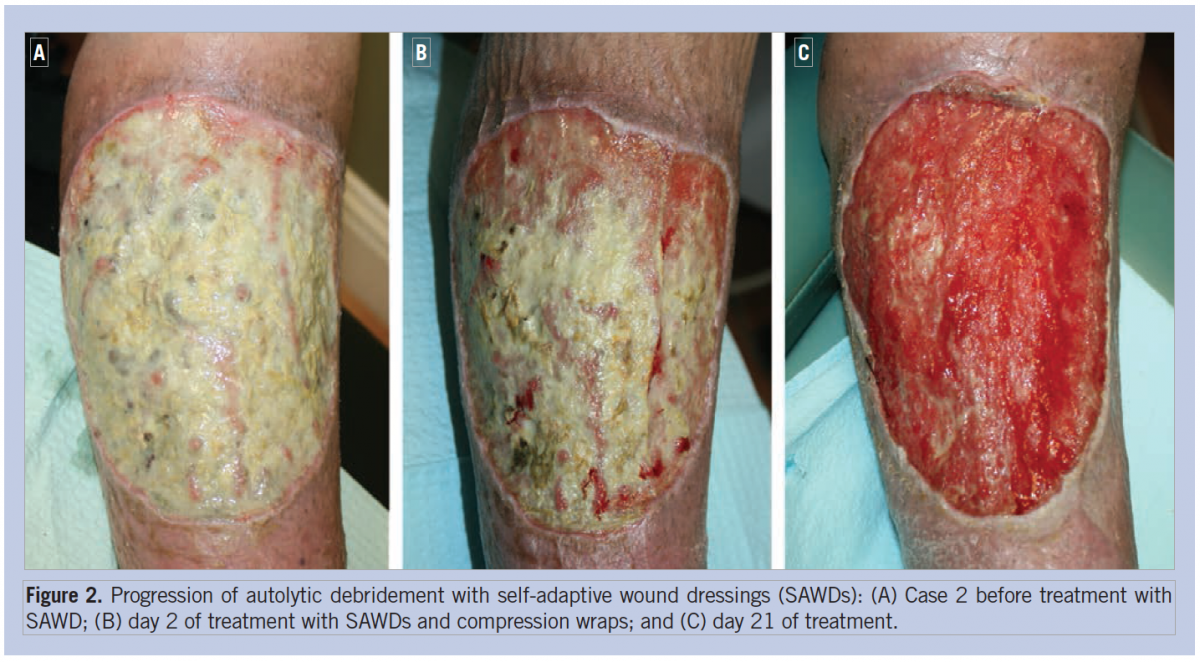
نمونه‌ای از پانسمان‌های خودسازگار

پلیمرهای هوشمند فقط به عنوان انتقال دهنده مواد دارویی به کار نمی‌روند . ویژگی‌های آن‌ها به نحوی است که می‌توانند به عنوان جداکننده زیستی نیز به کار روند. زمان و هزینه به کار رفته در خالص‌سازی پروتئین می‌تواند با استفاده از پلیمرهای هوشمند می‌توانند کاهش یابند. سیستم‌های ترکیبی برای سال هاست که در جداسازی فیزیکی و وابستگی و نیز آزمایش‌ها ایمنی به کار می روند. تغییرات میکروسکوپی در ساختار پلیمر در هنگام شکل‌گیری رسوب انجام می‌شوند. این کار باعث می‌شود تا پروتئین‌های به دام افتاده و از محلول جدا شوند.
پلیمرهای هوشمند نقش اساسی را در تکنولوژی پانسمان‌های خودسازگار زخم ایفا می‌کنند. طراحی پانسمان‌ها شامل پلیمرهای هوشمندی می‌باشد که به‌طور اختصاصی درون ماتریکس‌های سه بعدی فیبر ، بی تحرک شده‌اند . می‌باشد و ماتریس‌های سه بعدی فیبری می‌باشند که با نشاندن هیدروژل‌ها داخل هسته ماده ، عملکرد هیدراتی به آن اضافه می‌شود .
روش عملی پانسمان، بر توانایی پلیمرها برای حس کردن و تطبیق به رطوبت متغیر محیط تکیه دارد. یعنی قرار است که در هنگام پانسمان، محتوای سیال در همه سطح زخم به کار رود . همچنین باید به صورت خودکار و نیز برگشت پذیر، از "جذب" به "هیدراتاسیون" تغییر صورت پذیرد.

## کاربردهای آینده
چنین پنداشته شده‌است که پلیمرها می‌توانند به گونه پیشرفت کنند که رفتار خود تصحیح را در خلال زمان بدست آورند. گرچه این قضیه می‌تواند امکانی دور از دسترس باشد. با این حال ، کاربردهای ممکن دیگری هم هستند که در آینده به میان خواهد آمند. یکی از این ایده ، دستشویی‌های هوشمند است که ادرار را آنالیز می‌کنند و کمک می کنتند تا مسائل سلامت بهتر حل شوند. در بیوتکنولوژی محیط، سیستم‌های آبیاری هوشمند که آن‌ها هم با استفاده از این روش‌ها توسعه یافته‌اند. همچنین سیستم‌هایی که آبیاری را کنترل می‌کنند و نیاز به کود را مشخص می‌کند. این کارها بر اساس رطوبت خاک ، ph خاک و سطوح مواد مغذی در خاک شکل می‌گیرد.
البته که مشکلاتی هم وجود دارند که مربوط به استفاده از پلیمرها در زمینه زیست دارو می‌باشد.ملاحظه می‌شود که امکان وجود مسمومیت یا عدم تطابق بین مواد مصنوعی و بدن وجود دارد.این باعث می‌شود تا اقبال به محصولات اصلی و فرعی پایین می‌آید. گرچه ، پلیمرهای هوشمند، پتانسیل زیادی برای استفاده شدن در بیوتکنولوژی و کاربردهای زیست دارویی دارند، البته اگر بتوان بر این مانع توفیق یافت.